# 藍尖尾無鬚鱈
藍尖尾無鬚鱈為輻鰭魚綱鱈形目無鬚鱈科的其中一種。

## 分布
本魚分布於西南太平洋包括澳洲南部及紐西蘭。

## 深度
水深0~1000公尺。

## 特徵
本魚體延長而側扁，尾部細長而尖。上下頷具中等犬齒，最長的牙齒不超過眼睛的1/4。鰓耙27~30。第一背鰭基底短且完全為軟條而無硬棘；第二背鰭與臀鰭基底等長，其末端皆與尾鰭相連。體側上部呈淡藍色，下部則為銀白色。體長可達1.4公尺。

## 生態
中、深層水域魚類，棲息深度很廣，稚魚甚至棲息於河口區及灣內，以魚類、烏賊及甲殼類為食。產卵季節在7~9月間，可產下一百萬顆的卵。

## 經濟利用
此魚是澳洲及紐西蘭的重要漁獲之一，年產量可達30萬噸以上，魚肉質鮮美，適合各種烹調方法食用。